# ماگنی وال
ماگنی وال (به انگلیسی: Magni_Vale) یک هواگرد ملخ‌پیشین تک‌موتوره از نوع Monoplane tourer and آکروجت آموزشی ساخت شرکت Piero Magni-Aviazione است. هواگرد ماگنی وال نخستین پروازش را در 1930s میلادی انجام داد. در مجموع، تعداد ۱ فروند از این هواگرد ساخته شده‌است.
طراح این هواگرد، Piero Magni بود.